# ستيفن خوري
القس ستيفن نعيم خوري هو قس ومؤلف عربي مسيحي. وهو راعي الكنيسة المعمدانية الأولى في بيت لحم وكنيسة الجلجثة في القدس. خوري هو رئيس منظمة "بعثات الأرض المقدسة".

## السيرة الذاتية
ولد ستيفن نعيم خوري في القدس. والده الدكتور نعيم خوري هو الراعي المؤسس للكنيسة المعمدانية الأولى في بيت لحم. نشأ خوري في بيت لحم وحضر كلية الكتاب المقدس المعمدانية في سبرينغفيلد، ميسوري، حيث حصل على درجة البكالوريوس في الخدمة الرعوية واللاهوت.
في أواخر العقد الأول من القرن الحادي والعشرين، بعد اجتماع مع ديفيد نيكروتمان من المركز اليهودي-المسيحي للتفاهم والتعاون (CJCUC)، قرر الاثنان العمل معًا لمساعدة المجتمع المسيحي المحروم والمضطهد الذي يعيش في بيت لحم وبيت لحم. المناطق المحيطة بها. في البداية، تم تسهيل ذلك من قبل الاثنين من خلال المركز من خلال برنامج القسائم الغذائية وأسسه لاحقًا من خلال منظمة المساعدات "مباركة بيت لحم" التابعة للمركز والتي تأسست في عام 2016.
في عام 2012، أبلغ مسؤولو السلطة الفلسطينية خوري أن كنيسته، الكنيسة المعمدانية الأولى في بيت لحم، تفتقر إلى السلطة للعمل كمؤسسة دينية خاضعة لسلطة السلطة الفلسطينية.
في يوليو/تموز 2014، طردت جماعة كنيسة الجلجثة المعمدانية، التي يخدمها خوري، من مبناها في منطقة شعفاط في القدس الشرقية بعد أن هدد الإسلاميون مالك المنزل. وجاء هذا الإخلاء بعد ثماني سنوات من إجبار منظمة "إرساليات الأرض المقدسة" التي ينتمي إليها خوري على إغلاق كنيسة أخرى في بيت حنينا في عام 2006.
في يناير 2020، دعا خوري إلى السلام في أعقاب "صفقة القرن" للرئيس الأمريكي دونالد ترامب، وذلك على عكس السلطة الفلسطينية التي دعت إلى مظاهرات حاشدة و العنف.
في عام 2023، قاد خوري مع أعضاء منظمة مشاريع اشعيا جهودًا إنسانية لإنقاذ دينا، وهي امرأة من غزة قُتل زوجها بسبب نزاع على الملكية. ساعد الجهد المشترك في تأمين ممر آمن لدينا من غزة إلى بيت لحم في الضفة الغربية.

## يعمل
- 'المسيحية الدبلوماسية (2008) – (أمازون B002JMEV20)
- 'في الفناء الخلفي ليسوع (2012) – (ردمك 978-0882640549)

## انظر ايضا
- توماس صالح
- ستيفان حنا ستيفان
- جوزيف عوض

## روابط خارجية
- الموقع الرسمي
- المتحدث الضيف – ستيفن خوري – صباح الشمس على يوتيوب
- "أقلية داخل أقلية: قس عربي إسرائيلي يروي قصة مشاركة المسيح في الأرض المقدسة". شبكة البث المسيحية. 8 نوفمبر 2018. مؤرشف من الأصل في 2023-10-30. اطلع عليه بتاريخ 2020-02-09.